# Werner Schiebeler

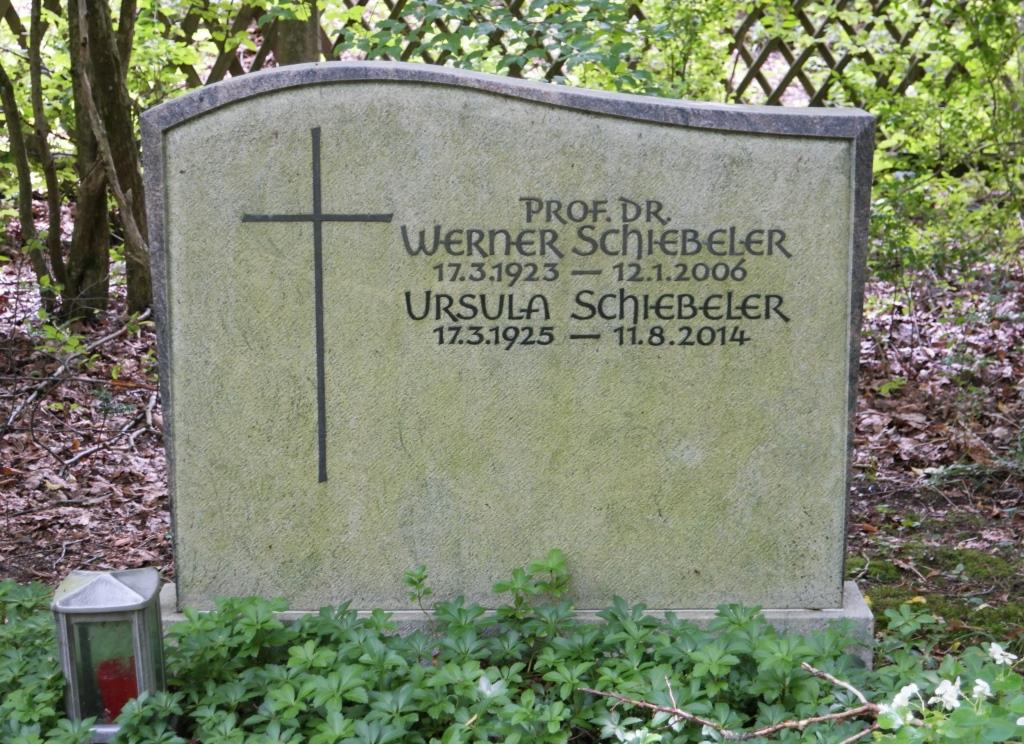
Grab von Werner Schiebeler auf dem Waldfriedhof in München-Solln

Werner Schiebeler (* 17. März 1923 in Bremen; † 12. Januar 2006) war ein deutscher Diplomphysiker, Hochschulprofessor und Forscher für die pseudowissenschaftliche Parapsychologie und Parapsychophysik.

## Biografie
Werner Schiebeler wurde am 17. März 1923 in Bremen geboren. Nach dem Zweiten Weltkrieg studierte er in Göttingen Physik und erwarb den Doktortitel mit einer Arbeit am Max-Planck-Institut für Strömungsforschung. Von 1955 bis 1965 erfolgte eine Tätigkeit in der Elektroindustrie in Pforzheim, davon sieben Jahre als Leiter einer Entwicklungsabteilung für elektronische Fernschreibtechnik der Standard Elektrik Lorenz. Auf seine Erfindungen wurden ihm zahlreiche in- und ausländische Patente erteilt.
Ab 1965 war Schiebeler Dozent für Physik und Elektronik in Ravensburg. 1971 folgte die Ernennung zum Professor. 12 Jahre später, mit 60 Jahren, Eintritt in den Ruhestand. Nunmehr konnte er sich intensiver der Paraforschung widmen. Schon seit 1969 gab er Vorlesungen an seiner Hochschule, und Vorträge über Parapsychologie und Parapsychophysik im ganzen deutschsprachigen Raum.
Schiebeler veröffentlichte zahlreiche Zeitschriftenartikel, 15 Broschüren sowie 12 Bücher. Ferner zwei wissenschaftliche Filme über die paranormalen Heilmethoden auf den Philippinen. Hierfür wurde ihm 1974 von der Associazione Italiana Scientifica di Metapsichica der Ernesto-Bozzano-Preis zuerkannt. Ferner erhielt er von der Schweizerischen Vereinigung für Parapsychologie in Bern 1988 den ersten Schweizerpreis und neuerdings den Schweizerpreis 2004.

## Schriften(Auswahl)

### Bücher
- Zeugnis für die jenseitige Welt, Eine Darstellung der Erfahrungsbeweise. Der Bildbericht eines Physikers, 1989, ISBN 3-923781-33-4.
- Leben nach dem irdischen Tod, Der Bericht eines Physikers, 2. Aufl. 1993, ISBN 3-923781-40-7.
- Der Tod, die Brücke zu neuem Leben, Der Bericht eines Physikers,  6. Aufl. (überarbeitet) 2024, ISBN 978-3-928867-15-3 WerSch Verlag, München
- Der Mensch und seine Bindung an Gott, Parapsychologie und Religion,  9. Auflage (überarbeitet) 2024, ISBN 978-3-928867-14-6, WerSch Verlag, München
- Nachtodliche Schicksale – Gegenseitige Hilfe zwischen Diesseits und Jenseits 6. Auflage (überarbeitet) 2024, ISBN 978-3-928867-16-0, WerSch Verlag, München
- An den Grenzen der Physik, Die Parapsychologie als Mittlerin zwischen Naturwissenschaft und Religion, Ravensburg 1993/97, ISBN 3-928867-03-2.
- Das Geheimnisvolle in unserer Welt 2. Auflage (überarbeitet) 2024, ISBN 978-3-928867-17-7, WerSch Verlag, München
- Johannes Greber, sein Leben und sein Werk, Schutterwald 1998, ISBN 3-9805119-1-X.